# Teresa de Cartagena
Teresa de Cartagena (* um 1420 in Burgos, † unbekannt) war die früheste bekannte spanische Schriftstellerin und Mystikerin. Zwischen 1453 und 1459 wurde sie taub. Ihre Erfahrung der Taubheit beeinflusste ihre beiden bekannten Werke Arboleda de los enfermos („Hain der Gebrechlichen“) und Admiraçión operum Dey („Staunen über die Werke Gottes“). Das letztgenannte Werk bezeichnen viele Kommentatoren als das erste feministische Traktat einer spanischen Frau.

## Leben
Es existieren nur wenige Dokumente über Teresas Leben. Gesichert scheint Teresas Identität als conversa (Christin spanisch-jüdischer Herkunft) und als Mitglied der Familie Santa María-Cartagena, der mächtigsten converso-Familie im spätmittelalterlichen Spanien. Ihr Großvater, Rabbi Shlomo ha-Levi, konvertierte um 1390 zum Christentum, wurde als Paulus de Santa Maria getauft und wurde 1412 Bischof von Burgos. Teresa war die Tochter von Pedro de Cartagena, da sie im Testament eines späteren Bischofs von Burgos, Alonso de Cartagena, Pedros Bruder und Teresas Onkel, genannt wird.
Um 1440 trat Teresa in das Franziskanerkloster (Monasterio de Santa Clara) in Burgos ein. 1449 wechselte sie in das Zisterzienserkloster de Las Huelgas in Burgos, wo sie taub wurde. Der Wechsel erfolgte wahrscheinlich aus familienstrategischen Überlegungen und wegen einer latenten Feindseligkeit der Franziskaner, die Conversos ablehnten.
Teresa schrieb ihr erstes Werk Arboleda de los enfermos, in dem sie die Einsamkeit ihrer Taubheit ausdrückte. Etwa ein bis zwei Jahre später verfasste sie eine Verteidigung ihres ersten Werkes mit dem Titel Admiraçión operum Dey, nachdem überwiegend männliche Kritiker behauptet hatten, dass eine Frau unmöglich die Autorin eines so wortgewaltigen und gut begründeten Werkes sein könne. Beide Schriften sind dem modernen Leser durch ein einziges Manuskript überliefert, das 1481 von dem Kopisten Pero López del Trigo fertiggestellt wurde.
Wichtig als Spaniens erste feministische Schriftstellerin, trug Teresa auch zu einem gesamteuropäischen Kanon mittelalterlicher weiblicher Autoren bei, insbesondere als Vorläuferin für Teresa von Avila. Sowohl Arboleda als auch Admiraçión sind halb-autobiografische Werke, die eine authentische schriftliche Stimme einer mittelalterlichen Frau liefern, eine echte Rarität unter den überlieferten Werken des Mittelalters.

## Arboleda de los enfermos
Die Darstellung zu den beiden Werken folgt den Untersuchungen von Dayle Seidenspinner-Núñez und Yonsoo Kim sowie Joseph T. Snow.
Teresas erstes Werk untersucht die Auswirkungen ihrer Taubheit auf ihr Leben und ihre spirituelle Entwicklung. Nachdem sie durch den anfänglichen Ausbruch der Krankheit am Boden zerstört ist, meditiert Teresa im stillen Gefängnis ihrer Taubheit und kommt schließlich zu dem Schluss, dass Gott sie heimgesucht hat, um sie von den Ablenkungen des Alltagslärms zu trennen. Nach langem Nachdenken im Gefängnis der widerhallenden Geräusche im Kreuzgang ihrer Ohren kommt Teresa zu dem Schluss, dass ihre Seele reiner gewesen wäre, wenn sie überhaupt nicht der Sprache ausgesetzt gewesen wäre, die einen dazu bringt, sich der äußeren materiellen Welt zuzuwenden und die innere geistige Welt zu vergessen.
Der Kopist Pero López gibt an, dass ihr Werk an Juana de Mendoza, die Frau von Gómez Manrique, einem Dichter und prominenten Politiker der Zeit, adressiert war, aber in Arboleda spricht sie eine virtuosa señora (eine „tugendhafte Dame“) an, bei der es sich um Juana de Mendoza handeln könnte, was aber auch auf ein allgemeines, weibliches Publikum hindeutet. Das benutzte Genre der Konsolationsliteratur bestand im Gegensatz dazu traditionell aus von Männern verfassten Texten für ein männliches Publikum. Die Autorin zeigt sich mit Blick darauf in einem wiederkehrenden Motiv bescheiden und verweist auf „die Niedrigkeit und Grobheit [ihres] weiblichen Intellekts“ (la baxeza e grosería de mi mugeril yngenio).

## Admiraçión operum Dey
Männer lehnten trotzdem Arboleda ab, indem sie unterstellten, dass sie es als Frau nicht selbst geschrieben haben könne, das Traktat also ein Plagiat sein müsse. Als Antwort auf diese männliche Kritik verfasst Teresa Admiraçión operum Dey, wo sie das Argument vorbringt, dass Gott, wenn er schreibende Männer erschaffen habe, genauso gut auch schreibende Frauen erschaffen haben kann. Wenn Männer seit Jahrhunderten schrieben, bedeute dies nicht, dass es für sie natürlicher sei zu schreiben. Es erscheine nur natürlicher, weil es schon so lange praktiziert würde. Weibliches Schreiben sei dadurch nicht weniger natürlich. 
Teresa weist den Zweifel an den weiblichen Fähigkeiten zurück, indem sie Zweifel daran als Ausrede bezeichnet:
Pues, qué debda tan escusada es dubdar que la muger entienda algund bien e sepa hazer tractados o alguna otra obra loable e buena, avnque no sea acostunbrado en el estado fimineo? (S. 118 f. der Edition von Hutton)
Sie begegnet der Verwunderung der männlichen Leser mit eigener, ironischer Verwunderung: Die Leute wundern sich darüber, was sie geschrieben hat. Sie selbst wundert sich darüber, was sie in Wahrheit nicht geschrieben hat. Aber sie wundert sich nicht über das Zweifeln, so wie keine Zeit damit verbringt sich über den Glauben zu wundern. 
Maravíllanse las gentes de lo que en el tractado escreuí e yo me maravillo de lo que en la verdad callé ; mas no me maravillo dudando ni fago mucho en me maravillar creyendo. (S. 131)
Letztlich kommt Teresa zu dem Schluss, dass die Kritik ihrer Gegner die Autorität Gottes bei der Verteilung von Geistesgaben in Frage stellt und ihn folglich beleidigt. Die virtuosa señora, die auch in diesem Werk angesprochen wird, fungiert als weibliche Adressatin oder Leserin, die mit Teresas Anliegen sympathisiert. Um ihre Argumente weiter zu illustrieren, bedient sich Teresa beim Vorbild biblischer Frauen. Zum Beispiel spielt sie auf die biblische Geschichte der mächtigen Judit an, die den Holofernes tötet, nachdem ein ganzes Heer von Männern die Aufgabe nicht erfüllen konnte. Als weitere Perspektive stellt Teresa die ruhige und spirituelle Welt des Haushalts der äußeren und kriegerischen Welt der Männer gegenüber. Der Haushalt ist ein Ort der Reflexion und des intellektuellen Wachstums. 
Während sie feststellt, dass Männer und Frauen nicht in allen ihren Fähigkeiten gleich sind, bemerkt Teresa auch, dass sich männliche und weibliche Rollen aufgrund ihrer Unterschiede gegenseitig ergänzen. Ihr Argument weist die verbreitete Ansicht zurück, dass Frauen als das schwächere Geschlecht von Gott ausschließlich für passive und reproduktive Zwecke bestimmt seien.

## Nachleben
Judy Chicago widmete ihr eine Inschrift auf den dreieckigen Bodenfliesen des Heritage Floor ihrer 1974 bis 1979 entstandenen Installation The Dinner Party. Die mit dem Namen Teresa de Cartagena beschrifteten Porzellanfliesen sind dem Platz mit dem Gedeck für Christine de Pizan zugeordnet.

## Werkausgaben
- Lewis Joseph Hutton (Edition): Arboleda de los enfermos y Admiraçión operum Dey. In: Boletín de la Real Academia Española. Band 16. Real Academia Española, Madrid 1967.
- Dayle Seidenspinner-Núñez (Übersetzung, Edition, Essay): The Writings of Teresa de Cartagena: Translated with Introduction, Notes, and Interpretive Essay. D.S. Brewer, Cambridge 1998.
- Clara Esther Castro Ponce (Edition): Arboleda de Los Enfermos. Admiraçión Operum Dey. Edición Crítica Singular. Brown University Press, Providence, RI 2001.